# اقدره سفلی
اقدره سفلی، روستایی از توابع بخش تخت سلیمان شهرستان تکاب در استان آذربایجان غربی ایران است.

## جمعیت
این روستا در دهستان احمدآباد قرار دارد و براساس سرشماری مرکز آمار ایران در سال ۱۳۸۵، جمعیت آن ۱۴۷ نفر (۲۵ خانوار) بوده‌است.